# Anouk English
Anouk English (* 21. Oktober 1984 in Prévost, Québec als Anouk Leblanc-Boucher) ist eine ehemalige kanadische Shorttrackerin.

## Werdegang
Erstmals internationalen Erfolg feierte English bei der Shorttrack-Juniorenweltmeisterschaften 2004 in Peking, bei der sie über 500 Meter die Goldmedaille gewann. Nur ein Jahr später wechselte sie ins Erwachsenenlager und gewann bei den Shorttrack-Teamweltmeisterschaften 2005 in Chuncheon mit der Mannschaft Bronze.
Bei den Olympischen Winterspielen 2006 in Turin gewann die Ökologie-Studentin an der Université du Québec in Montreal hinter der Chinesin Wang Meng und der Bulgarin Ewgenija Radanowa die Bronzemedaille im Shorttrack über 500 Meter. Außerdem gewann sie mit der kanadischen Mannschaft Silber im Staffelrennen über 3000 Meter.
Wenig später gelang English bei den Shorttrack-Teamweltmeisterschaften 2006 in Montreal erneut der Gewinn der Bronzemedaille mit der Mannschaft. Zudem gewann sie bei den Shorttrack-Weltmeisterschaften 2006 in Minneapolis Bronze mit der Staffel über 3000 m.
Zum Ende des Jahres 2006 zog sich English wegen ihrer Schwangerschaft vorübergehend vom internationalen Sport zurück. Sie plante jedoch ihre internationale Rückkehr nach der Geburt ihres Sohnes im Juni 2007. Kurze Zeit nach der Geburt gab sie schließlich das offizielle Ende ihrer aktiven Laufbahn bekannt und begann mit der Arbeit als Shorttrack-Trainerin. Seit 2009 arbeitet sie als Personal Trainer bei GoodLife Fitness in Quispamsis.
2014 gab die Kanadierin, die zwischenzeitlich drei Kinder zur Welt gebracht hatte und ihren Namen in Anouk English geändert hat, an, ihre Silbermedaille von Turin 2006 für 1 Million Kanadische Dollar verkaufen zu wollen, um dieses Geld zur Finanzierung eines Comebacks bis zu den Olympischen Winterspielen 2018 in Pyeongchang zu nutzen.